# Hagg
Hajj, en femení hajja —de l'àrab حاج, ḥājj, ‘peregrí’, en femení حاجة, ḥājja, participi actiu del verb ḥajja, ‘anar en pelegrinatge’, especialment ‘fer el pelegrinatge a la Meca’; també pot prendre les formes حجي, ḥajjī, i حاجي, ḥājjī, en femení حجية, ḥajjiyya, i حاجية, ḥājjiyya, — és un títol honorífic atorgat a una persona musulmana que ha completat el hajj a la Meca. En el context tradicional se sol referir a una persona gran, ja que es pot necessitar molt de temps per acumular la riquesa necessària per finançar el viatge. El títol es col·loca davant del nom de la persona (per exemple, Saif Gani esdevé hajj Saif Gani).
En algunes àrees, el títol ha passat de generació en generació i ha esdevingut nom de família. Aquest ús es pot veure, per exemple, en el cognom bosníac Hadžiosmanović, que significa ‘fill de hagg Osman’.